# Эль-Латифия
Эль-Латифия (араб. اللطيفية‎) — небольшой город в центральной части Ирака, расположенный на территории мухафазы Бабиль.
Город находится на площади так называемого иракского «Треугольника смерти» («Triangle of Death») — территории между городами Эль-Махмудия, Искандария и Юсуфия.

## Географическое положение
Город находится в северной части мухафазы, в междуречье Тигра и Евфрата, на высоте 22 метров над уровнем моря.

Эль-Латифия расположена на расстоянии приблизительно 50 километров к северу от Хиллы, административного центра провинции и на расстоянии 28 километров к югу от Багдада, столицы страны.

## Население
На 2012 год население города составляло 7 638 человек. В национальном составе преобладают арабы, в конфессиональном — мусульмане-сунниты.